# Dignitatis Humanae
Dignitatis Humanae este declarația despre libertatea religioasă și de conștiință adoptată de Conciliul Vatican II în data de 5 decembrie 1965.
Din comisia de redactare a declarației a făcut parte și episcopul Karol Wojtyla, viitorul papă Ioan Paul al II-lea. Acesta a atras atenția asupra importanței libertății religioase și de conștiință, arătând că regimurile totalitare sunt înclinate să vadă în religie „o alienare a rațiunii umane”. El a argumentat că persoana umană trebuie văzută în adevărata măreție a naturii sale raționale, iar religia trebuie văzută drept culminație a acestei naturi, nu drept alienare a rațiunii.
Conciliul a adoptat declarația cu 2.308 voturi pentru și 70 de voturi contra. Opt voturi au fost nule.
Declarația a fost promulgată la 7 decembrie 1965 de papa Paul al VI-lea. În aceeași zi papa Paul al VI-lea și patriarhul Athenagoras I au ridicat simultan excomunicările emise de predecesorii lor în anul 1054, care au dus la Marea Schismă.